# 沙特奈 (索恩-卢瓦尔省)
沙特奈（法語：Châtenay，法語發音：[ʃatnɛ]）是法国索恩-卢瓦尔省的一个市镇，属于沙罗勒区。

## 地理
沙特奈（46°17'28"N, 4°22'59"E）面积8.07 平方千米，位于法国勃艮第-弗朗什-孔泰大區索恩-卢瓦尔省，该省份为法国中部省份，北起顺时针与科多尔省、汝拉省、安省、罗讷省、卢瓦尔省、阿列省和涅夫勒省接壤。
与沙特奈接壤的市镇（或旧市镇、城区）包括：日布勒、艾格佩斯、圣拉绍、瓦雷讷苏丹。

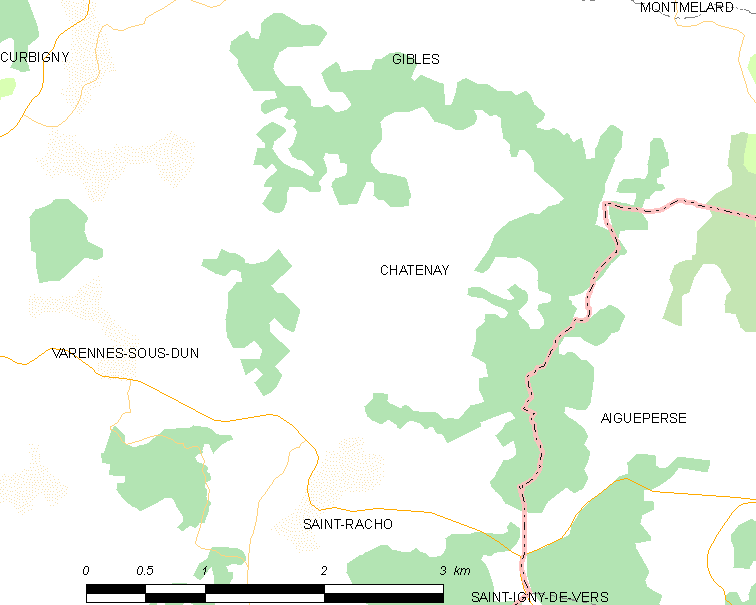
的OSM定位图

沙特奈的时区为UTC+01:00、UTC+02:00（夏令时）。

## 行政
沙特奈的邮政编码为71800，INSEE市镇编码为71116。

## 政治
沙特奈所属的省级选区为绍法耶县。

## 人口

1962-2008年间人口变化图示

沙特奈于2022年1月1日时的人口数量为168人。